# Pohronský Bukovec
Pohronský Bukovec je obec na Slovensku v okrese Banská Bystrica. První písemná zmínka o obci pochází z roku 1563.

## Historie
První písemná zmínka o osadě pochází z roku 1563, po založení tvořilo malou vesnici jen několik dřevěných domů. Mnoho obyvatel cestovalo za prací do blízkých dolů nebo se živilo dřevorubectvím.
V obci byli 3. listopadu 1944 zajati velitelé Slovenského národního povstání Ján Golian a Rudolf Viest, kteří byli následně odsouzeni k trestu smrti a v Německu popraveni. Před vypuknutím povstání se v obci nacházelo také vojenské výcvikové středisko. Celá tehdejší osada byla za spolupráci s partyzány 21. února 1945 vypálena. 